# Буча (город)
Бу́ча (укр. Бу́ча) — город в Киевской области Украины, административный центр Бучанского района, образует Бучанскую городскую общину, находится между небольшими реками Буча и Рокач. Город-герой Украины. Ранее Буча была посёлком городского типа и подчинялась Ирпенскому городскому совету города Ирпень.
В 2022 году, во время вторжения России на Украину, в Бучу вошли российские войска и на территории города велись ожесточённые бои. После освобождения Бучи от российских войск в городе были обнаружены факты массового убийства мирных жителей. Министерство обороны РФ отрицает причастность российских военнослужащих к этим убийствам, прибегая к пропаганде, дезинформации и не заслуживающим доверия аргументам.

## История

### XX век

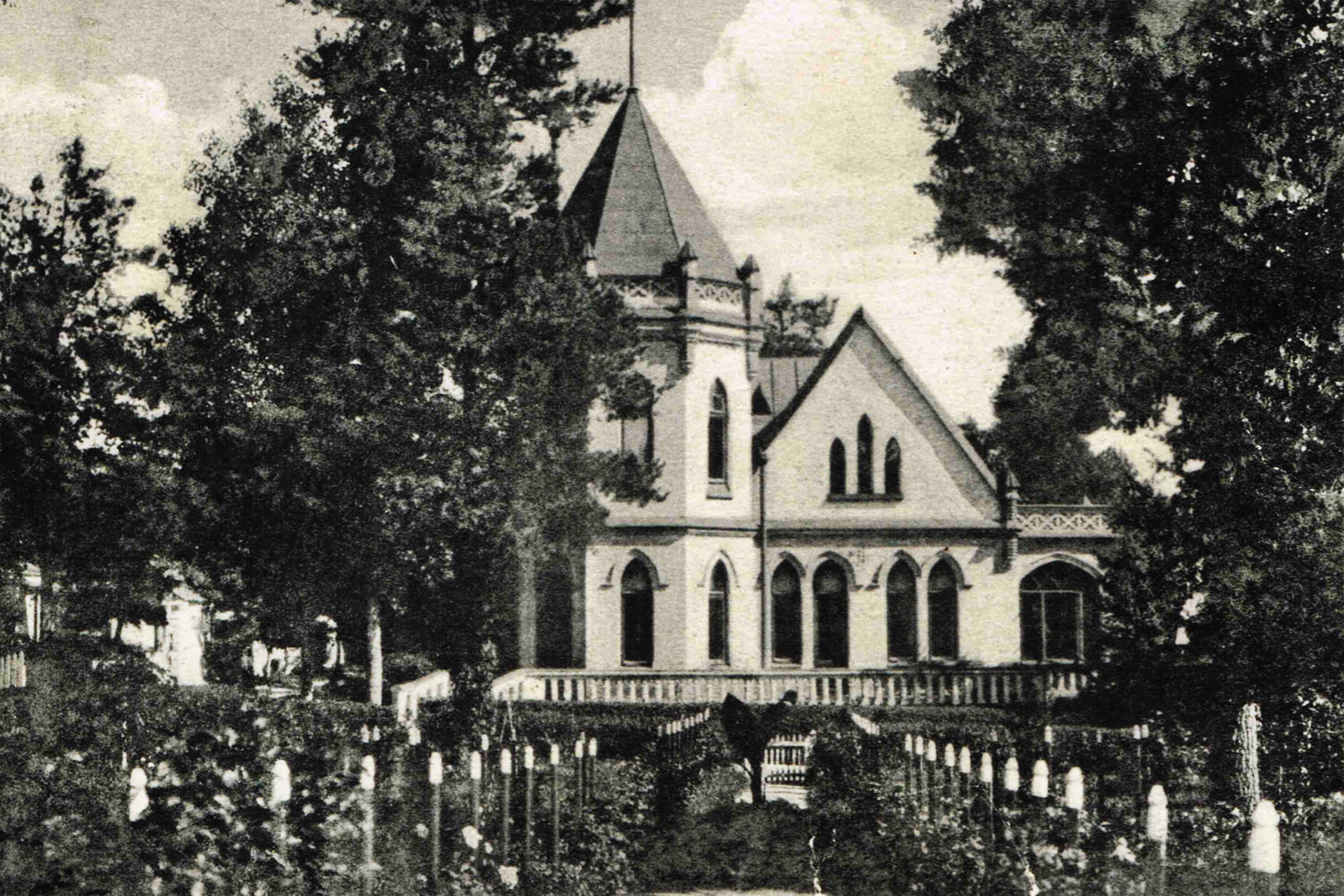
Усадьба Сокологорского (начало ХХ ст.)

1901 год считается годом образования Бучи. Это было время активного строительства железной дороги от Киева в западном направлении — так называемого «Ковельского направления». Здание Бучанского железнодорожного вокзала с элементами готики и романики было построено в этом же году.
В 1938 году Буча получила статус посёлка городского типа.
В 1950-х годах в Буче активно развивались экономика и социальная сфера: так, по состоянию на начало 1951 года в городе действовали крупные механизированные торфоразработки, лесопильный завод, стекольный завод, крахмало-паточный завод, средняя школа, «Зелёный театр» на 500 мест и кинотеатр. Находившийся на окраине посёлка сосновый бор являлся излюбленным местом отдыха киевлян.
В 1969 году численность населения составляла 17 тысяч человек, здесь действовали стеклотарный завод, молочный завод, производство деревянной тары (бочки, ящики и др.) и свинооткормочный совхоз.
9 февраля 2006 года Буча стала городом областного значения.
13 декабря 2012 года в Буче была открыта «главная резиденция украинского Деда Мороза».
17 июля 2020 года Буча стала административным центром Бучанского района.

### Российско-украинская война
С 27 февраля 2022 года, с началом вторжения России на Украину, город находился под ударами российской армии. Городу был нанесён большой урон, множество жилых домов было разрушено.
22 марта 2022 года руководитель Киевской областной военной администрации Александр Павлюк заявил, что город Буча находится под контролем российской армии.
31 марта 2022 года Буча была освобождена от российской оккупации. В городе были обнаружены многочисленные трупы мирных жителей, в том числе застреленных со связанными за спиной руками. Среди убитых были женщины и дети.
4 апреля советник министра внутренних дел Украины Вадим Денисенко сообщил, что в городе Буча во время оккупации российскими войсками погибли не менее 400 человек.
7 апреля мэр Бучи Анатолий Федорук сообщил, что почти у 90 % погибших жителей обнаружены пулевые, а не осколочные ранения.
7 апреля медиа Meduza опубликовало видео с дрона, снятое с 23 по 30 марта 2022 года в Буче, доказывающее, что люди были убиты во время оккупации городка россиянами.

### Послевоенное восстановление
В следующие месяцы после деоккупации жители Бучи стали возвращаться домой из эвакуации. Тела погибших были эксгумированы и перезахоронены на городском кладбище. Многие могилы остались безымянными. Была убрана сгоревшая российская военная техника, ремонтировались дороги и жильё. Открылся модульный городок для жителей, лишившихся жилья. В память о событиях войны были установлены мемориальная доска (на доме по улице Яблонской, 144, где российские военные казнили бойцов территориальной обороны), памятный крест (освящённый митрополитом Онуфрием), проведена выставка в художественной галерее.

## Население
| Год  | Численность | Численность   |
| ---- | ----------- | ------------- |
| 2014 | 30 135      | [ 38 ]        |
| 2015 | 31 073      | [ 39 ]        |
| 2016 | 31 826      | [ 40 ]        |
| 2017 | 31 959      | [ 41 ] [ 40 ] |
| 2018 | 33 868      | [ 42 ]        |
| 2019 | 35 162      | [ 43 ]        |
| 2021 | 36 971      | [ 44 ]        |

### Языковой состав
Родной язык населения по данным переписи 2001 года:
| Язык       | Численность, чел. | Доля     |
| ---------- | ----------------- | -------- |
| Украинский | 24 936            | 88,18 %  |
| Русский    | 3 206             | 11,34 %  |
| Другое     | 137               | 0,48 %   |
| Итого      | 28 279            | 100,00 % |

Украинский язык является единственным официальным и основным языком города.
Вторжение России на Украину спровоцировало новую волну украинизации в городе, всё больше людей предпочитают говорить на украинском языке.
По данным Государственной службы статистики Украины в 2023/24 учебном году все 237 624 учащихся в учреждениях общего среднего образования в Киевской области обучались в украиноязычных классах.

## Транспорт
- Железнодорожная станция[15][16] Юго-Западной железной дороги

## Герб и флаг
23 октября 2001 года на 11-й сессии 23-го созыва поселковым советом был утверждён герб и флаг Бучи.
Большой герб имеет форму щита тёмно-зелёного цвета. В центре композиции расположен главный элемент герба — стилизованный знак, символизирующий «родовое дерево посёлка». Оно имеет 4 ветви (это четыре села: Яблонька, Мельники, Лесная Буча и Ястремщина, которые были объединены и дали основу современной Буче) и крепкие корни, в основу которых вписан фрагмент железнодорожного пути.
Флаг состоит из двух равновеликих вертикальных полос зелёного (лесная Буча) и жёлтого (степная Буча) цветов, разделённых посередине полосой белого цвета, символизирующей железнодорожный путь.

## Фотогалерея

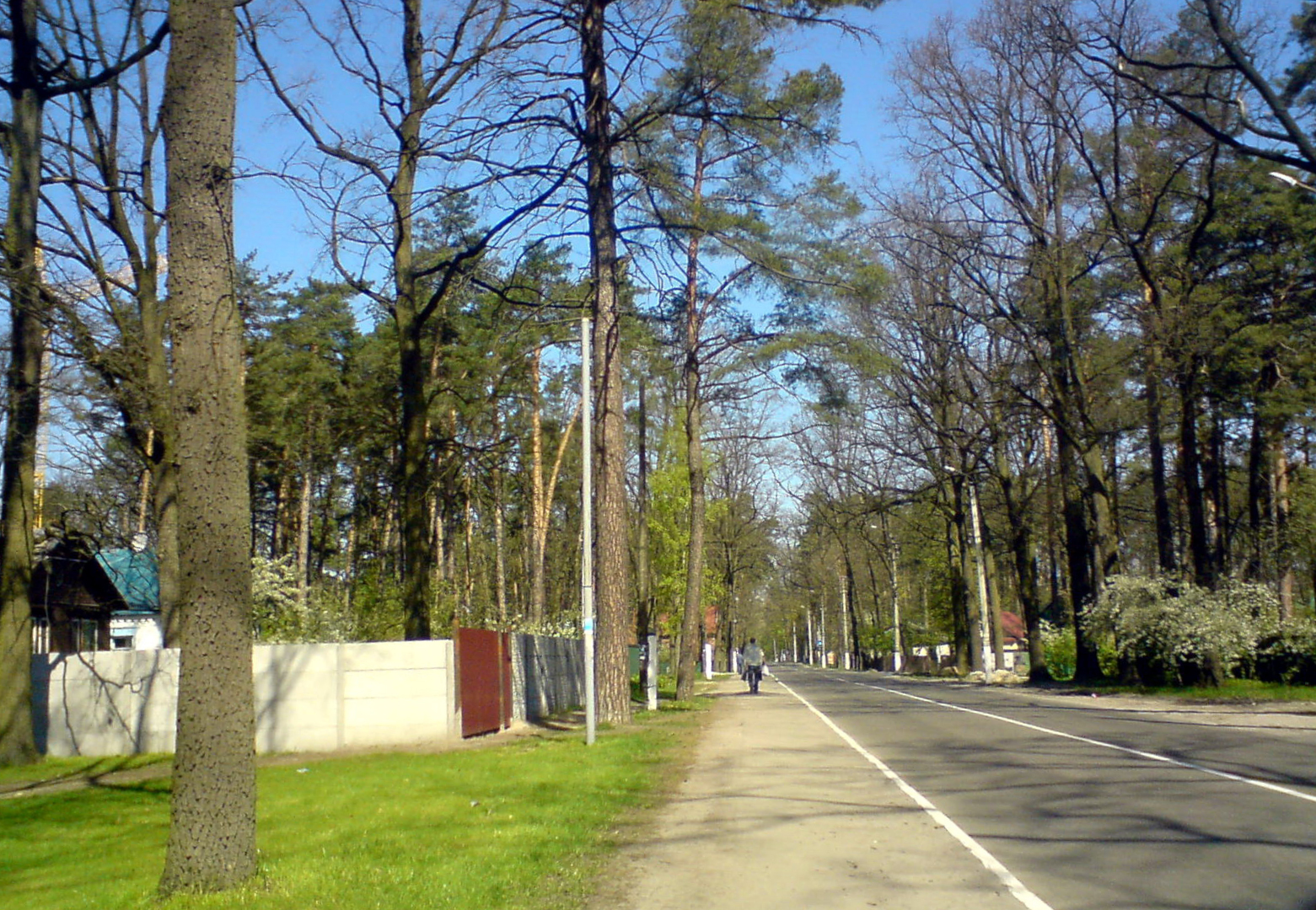
Улица Вокзальная
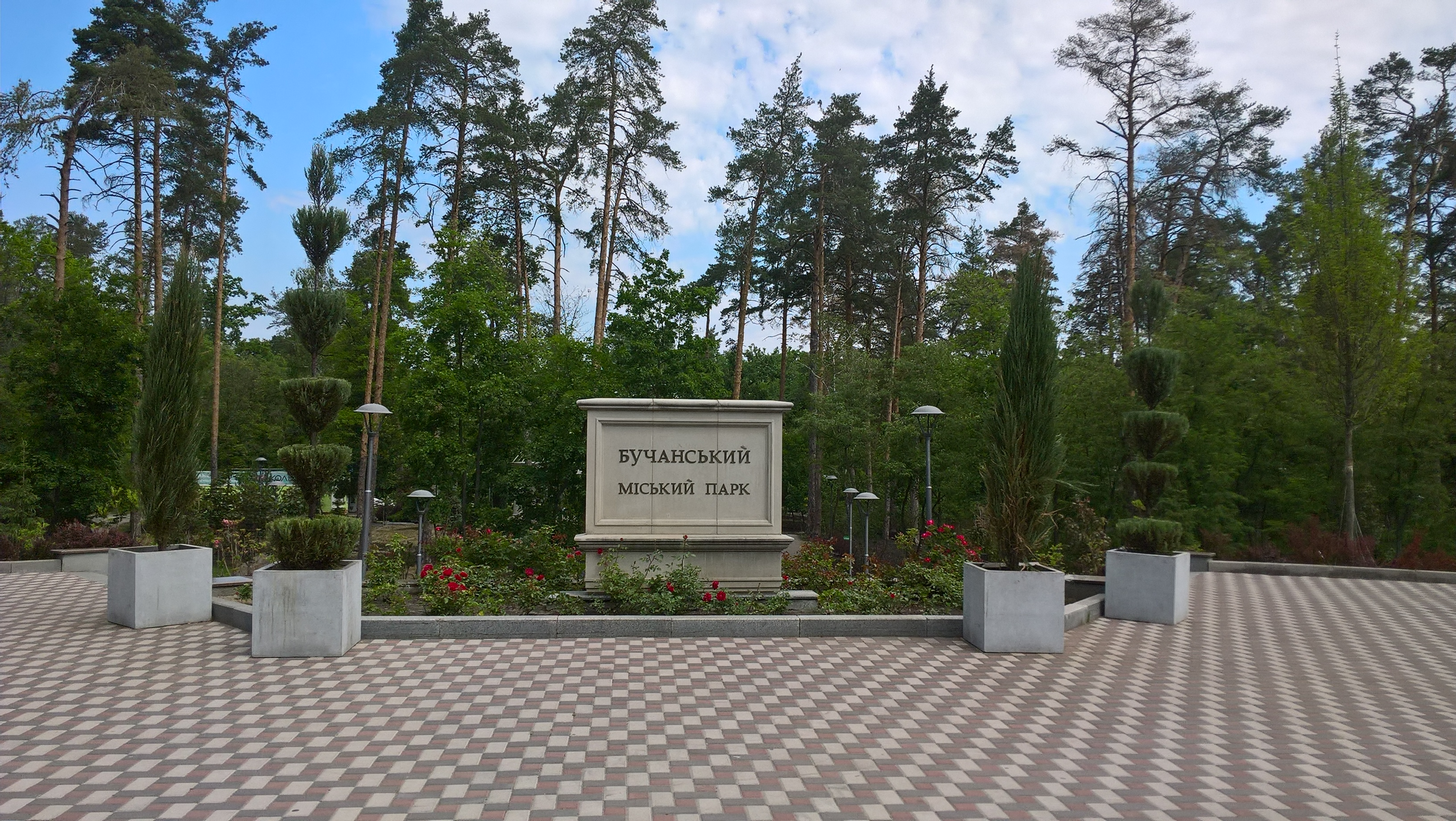
Городской парк
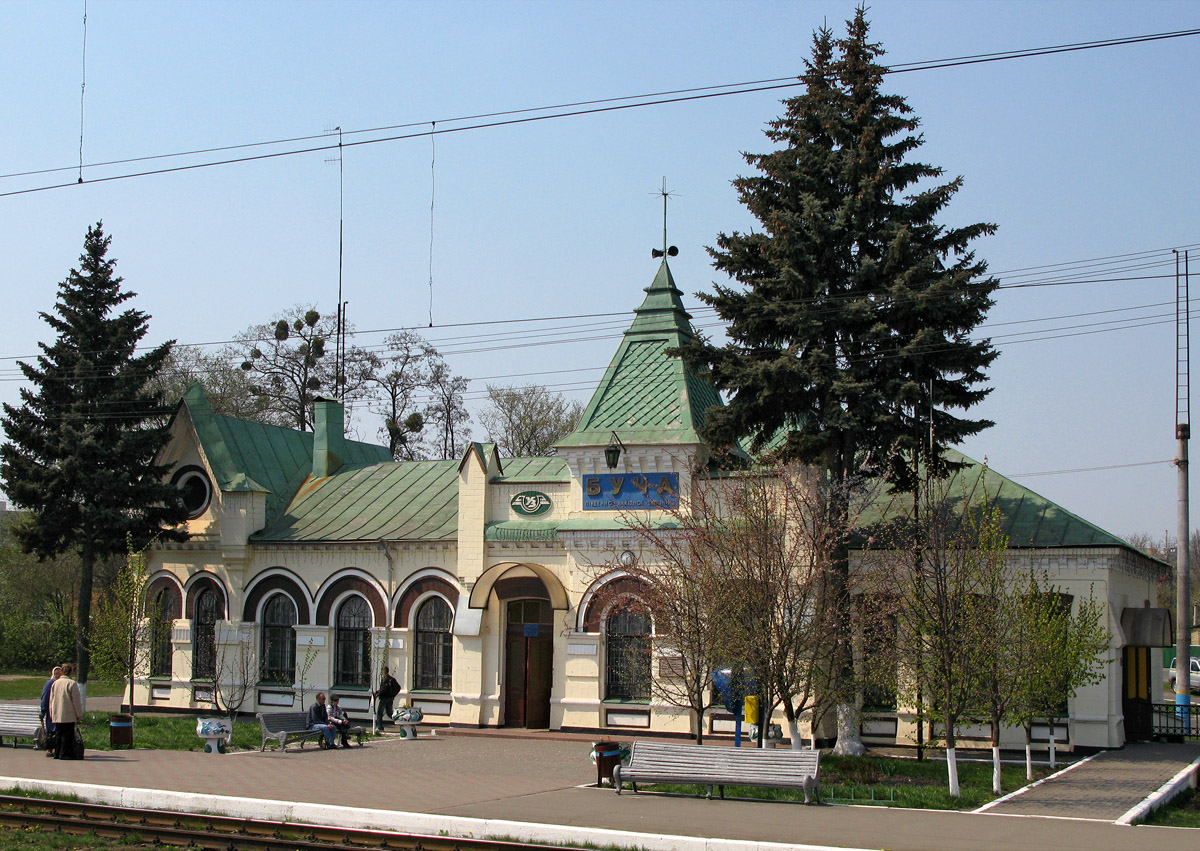
Вокзал
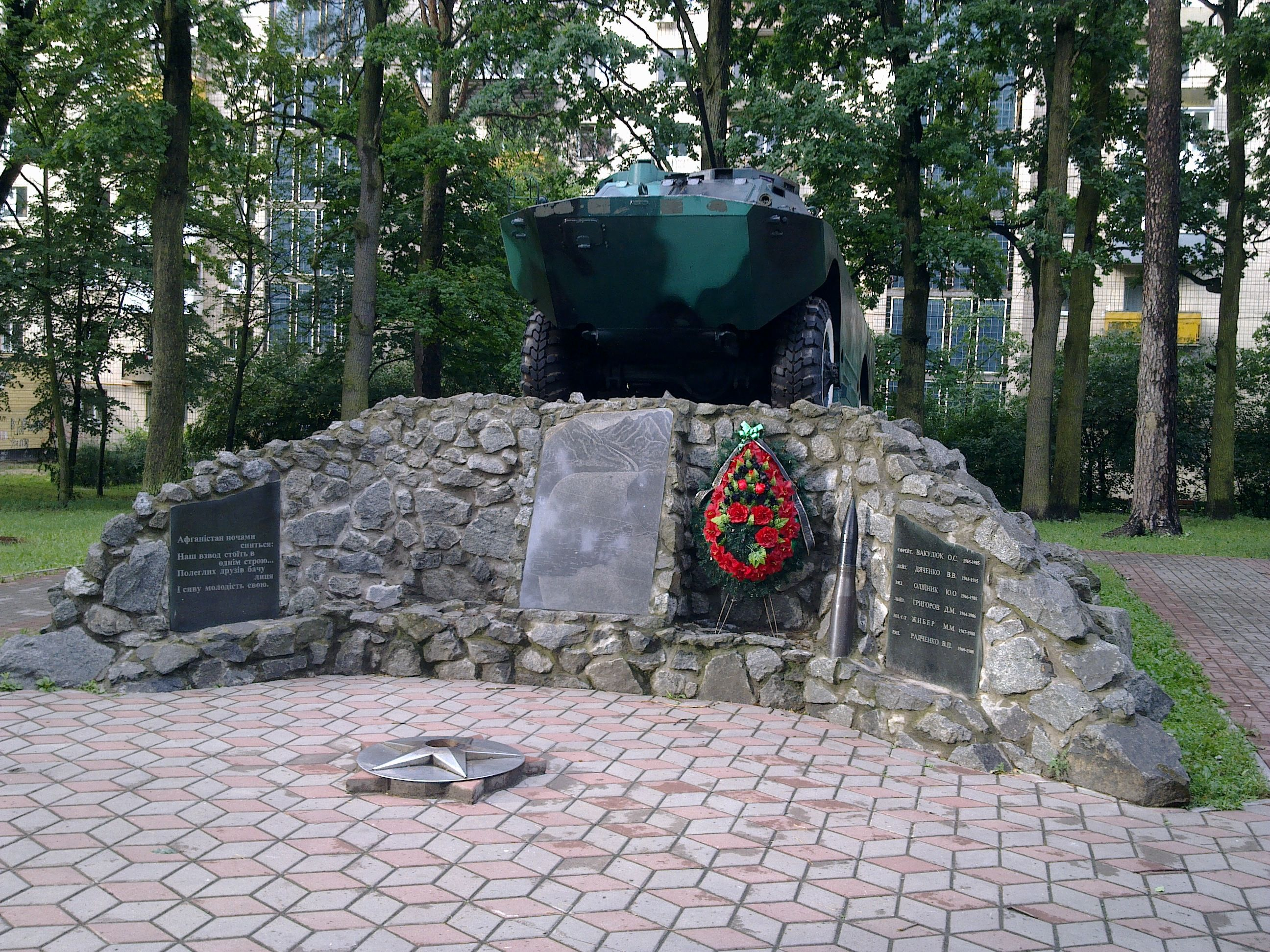
Памятник воинам-«афганцам»
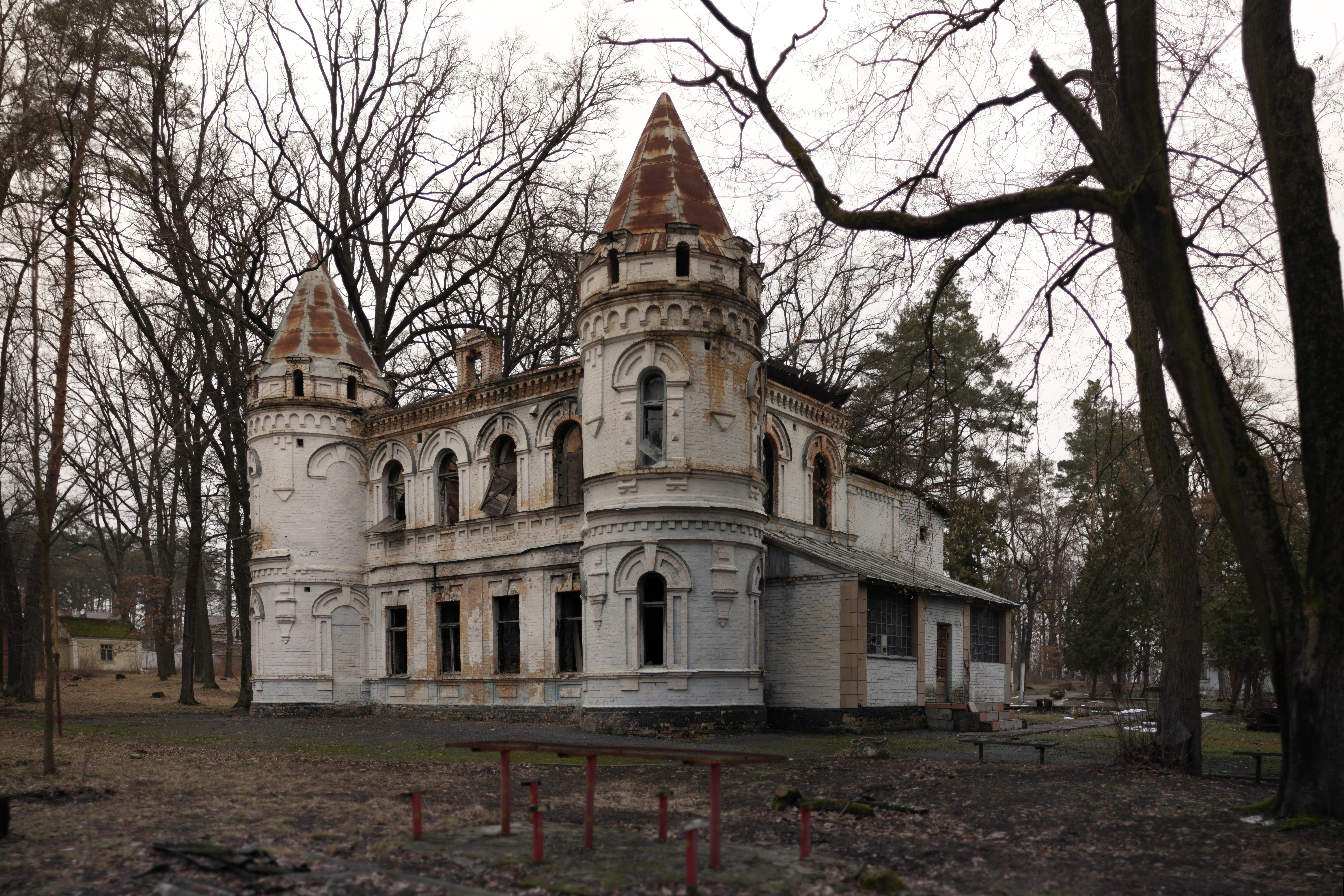
Руины дачи советника правления Киево-Ковельськой железной дороги Штамма
Храм святого апостола Андрея Первозванного
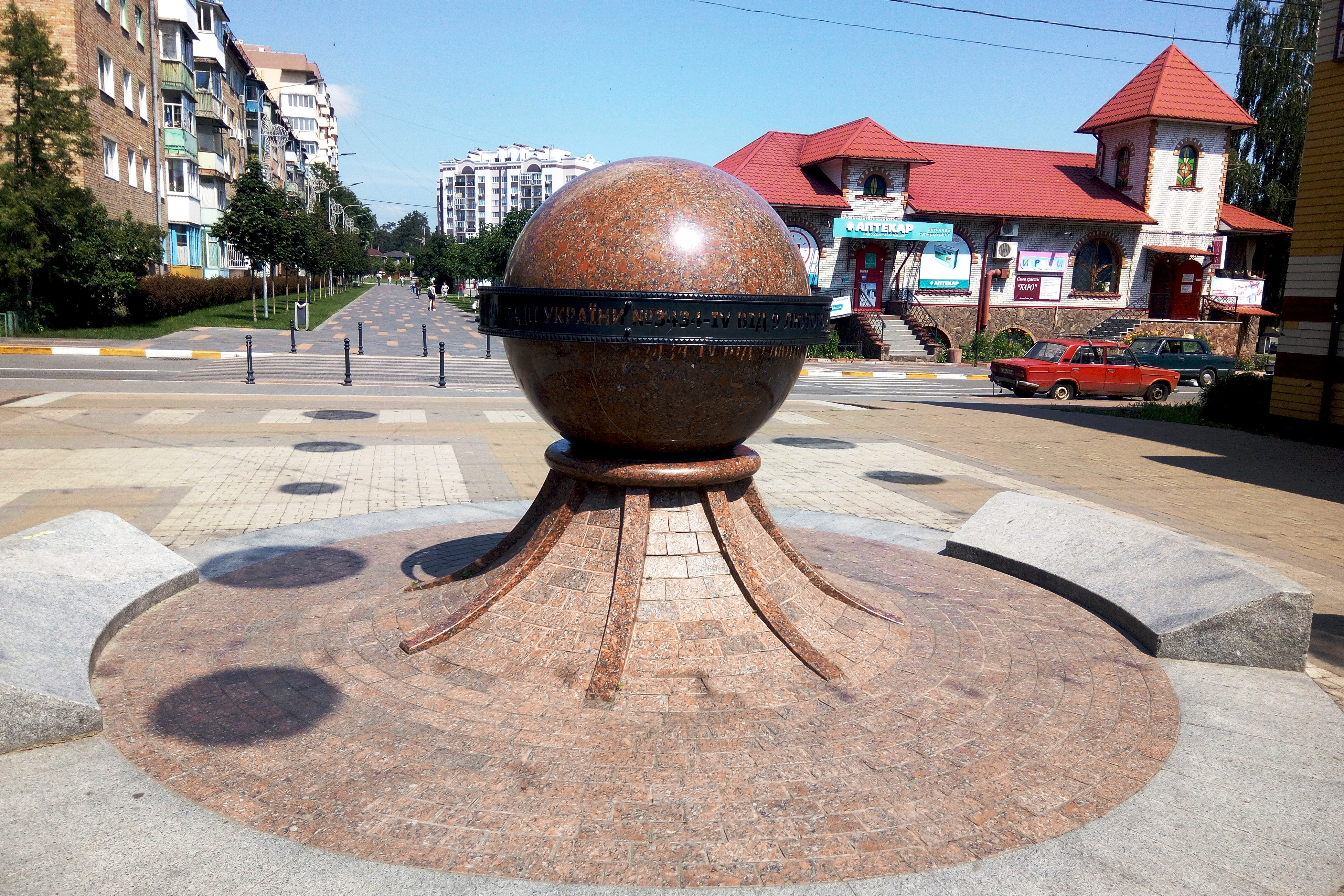
Шар на улице Героев Майдана
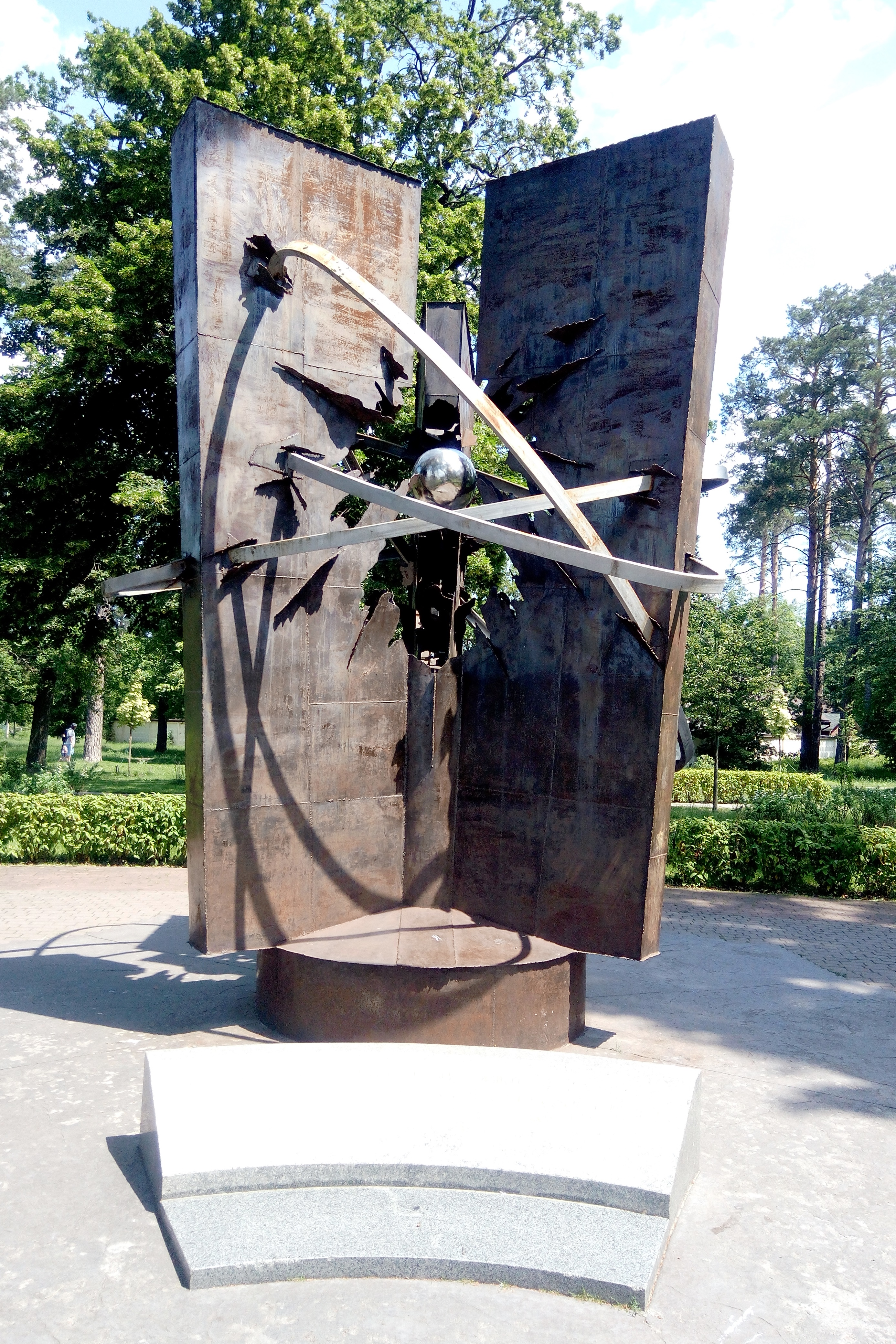
Памятник «Мирный атом»
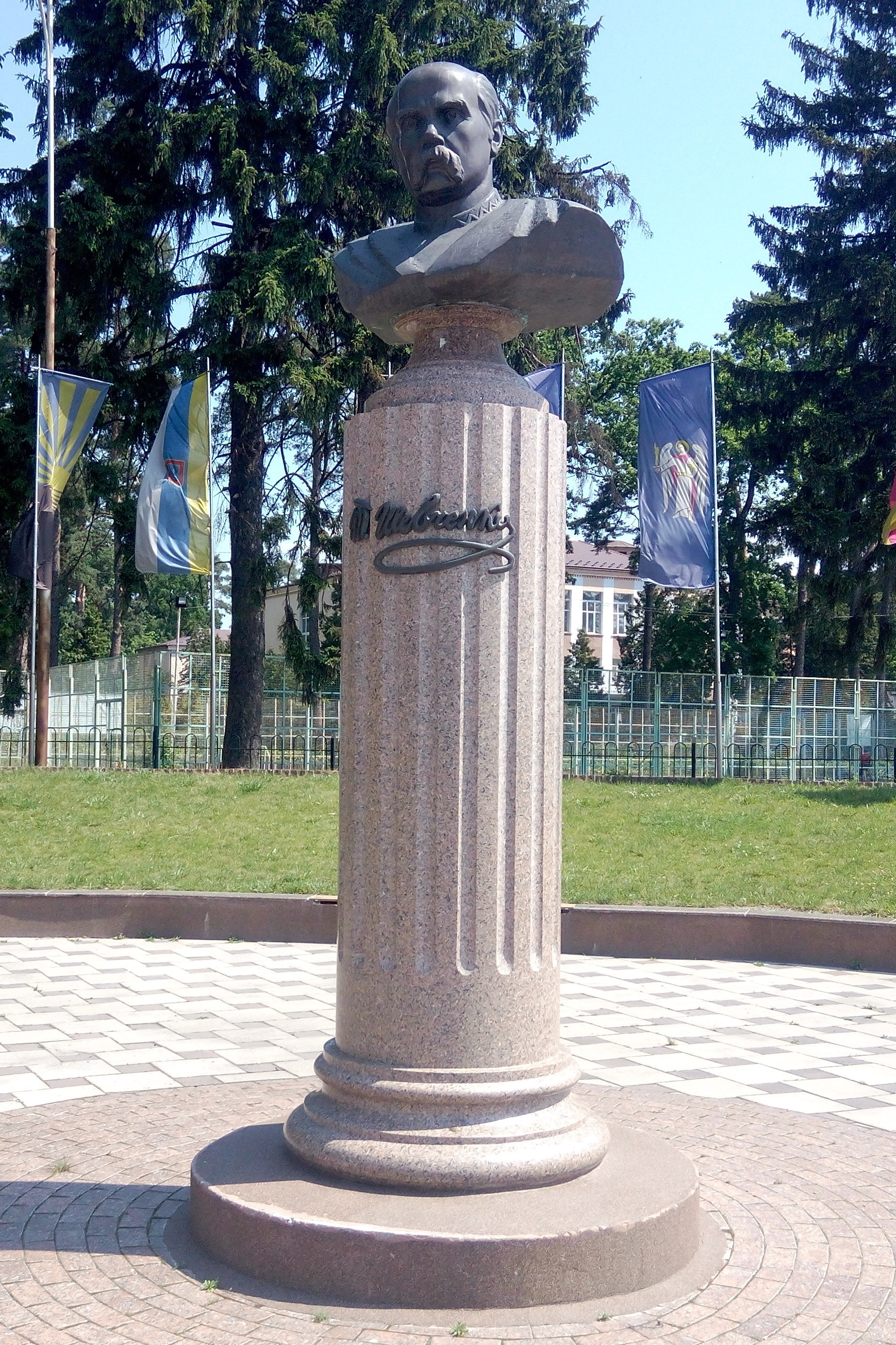
Бюст Тарасу Шевченко
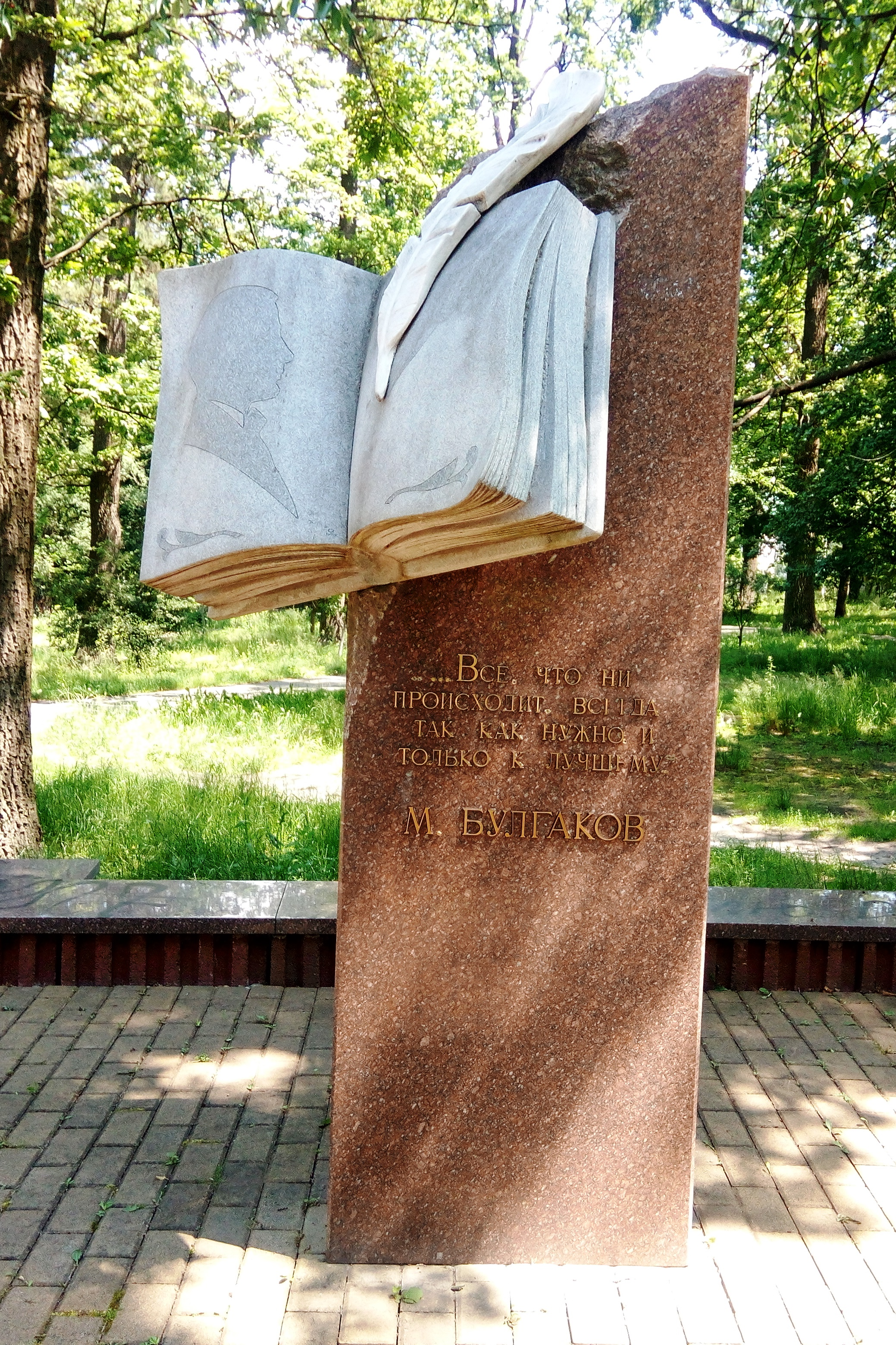
Памятный знак Михаилу Булгакову